# Stigmata (película)
Stigmata es una película de misterio paranormal, coproducción estadounidense-mexicana dirigida por Rupert Wainwright en 1999.

## Argumento
La historia comienza con el padre Andrew Kiernan (Gabriel Byrne), excientífico y sacerdote jesuita que investiga supuestos milagros. Durante una de esas jornadas, mientras averigua la veracidad de una estatua de la Virgen María que llora sangre, se produce el funeral del padre Paulo Almeida (Jack Donner). En tanto Andrew recoge pruebas, un niño roba el rosario de cuentas de la mano del difunto y después lo vende a una mujer en un mercadillo, quien a su vez lo envía a su hija atea, Frankie Paige (Patricia Arquette), que vive en Pittsburgh.
Frankie es una peluquera extrovertida y vitalista de veintitrés años que parece mantener una vida sencilla e idílica. Todo cambia una noche cuando Frankie toma un baño y es atacada por una fuerza invisible, pues luego de ello aparecen unas heridas que le traspasan por completo las muñecas. Se trata en el hospital, pero tanto los médicos como los psicólogos no saben darle una posible explicación a tan misterioso acontecimiento, llegando a sospechar de que se trató de un intento de suicidio. 
Andrew es enviado a indagar sobre este caso, que desde el primer momento se relaciona con la religión católica y los estigmas o heridas de Cristo antes de ser crucificado, y lleva a cabo una entrevista con la joven. El hombre, cuya misión encomendada por la Iglesia católica en realidad es desmontar falsos milagros y verificar fenómenos a los que no se encuentran explicación, desde el primer momento no cree que la peluquera esté recibiendo estigmas.  
El fenómeno no se detiene. Mientras la joven vuelve a su casa después del trabajo junto con su mejor amiga, el metro en que viajan sufre una violenta sacudida y a Frankie le aparecen más heridas. Esta vez se producen en la espalda, como si bien fueran latigazos (flagelación). De esta situación es testigo otro sacerdote, quien estaba en el vagón. Mientras tanto, todo ha sido grabado por la cámara de videovigilancia. Mientras Frankie es hospitalizada de nuevo, estas cintas son enviadas a la Santa Sede, que sospecha que en el caso de la joven peluquera ocurre algo en relación con los estigmas. 
Cuando se vuelve a producir el encuentro entre Andrew y Frankie, éste le explica a la muchacha lo que son los estigmas, las heridas que recibe una persona que tiene una profunda devoción a Cristo y que es golpeada con las cinco heridas que él recibió en el día antes de morir. Hasta el momento y si eso es lo que realmente le ocurre a ella, la joven tan solo ha recibido dos señales que son acompañadas a su vez de terribles visiones. 
Como tercera herida, la mujer sufre cortes en la cabeza, debido a la corona de espinas, mientras se encuentra en una discoteca. Aturdida y asustada sale de este lugar para ser seguida por Andrew, que la estaba buscando. La huida termina en un callejón donde es poseída y, con una botella rota, escribe palabras en un idioma extraño encima del capó de un coche antes de gritarle a Andrew otras palabras también en un idioma extraño. Andrew la lleva a la iglesia donde vive el padre Derning. Momentos después en la basílica de San Pedro de la Ciudad del Vaticano se considera que la lengua que habló en el callejón es arameo. 
Frankie vuelve a su apartamento y cuando Andrew la visita la descubre nuevamente poseída, escribiendo en una de las paredes un mensaje en otro idioma. Después de este extraño acontecimiento, la mujer sale a la calle nuevamente aturdida y Andrew la sigue. Los dos personajes acaban teniendo una conversación amistosa en una cafetería al aire libre, pero es en este momento cuando ella recibe la cuarta señal de estigma: las heridas producidas por clavos en los pies. 
El mensaje escrito por Frankie estando poseída en el apartamento parece ser la clave para que el Vaticano se inquiete. Cuando Andrew envía fotografías de dichas palabras a la Santa Sede, el hermano Delmonico las reconoce y se las muestra a otros sacerdotes, quienes relacionan el texto con lo que parece ser un nuevo evangelio recientemente encontrado. Delmonico se pone en contacto con otros personajes para confirmar esto. 
Andrew vuelve al apartamento de la protagonista para descubrir que ella ha borrado dicho mensaje. Más tarde, después de mostrarse violenta con él, la joven vuelve a ser poseída. Ante la mirada atónita del hombre, se infringe heridas más profundas en las muñecas y finalmente acaba levitando como si estuviera colgada en la cruz. Tras esto es llevada a otra iglesia, pero Andrew no abandona la investigación y es informado sobre dicho nuevo evangelio, un documento que se dice fue escrito con las mismas palabras de Jesucristo y que fue robado de las manos de Delmonico y otros sacerdotes que lo estaban traduciendo. La importancia del descubrimiento recae en que dicho documento podría hacer peligrar el futuro de la Iglesia católica. 
Tras esta revelación, Andrew descubre que Darío y Houseman están intentando llevar a cabo un exorcismo a Frankie para más tarde estrangularla, ya que al parecer el espíritu que la había estado poseyendo era el del padre Alameida que también había sufrido estigmas, siendo ésta la razón de las heridas de la protagonista. Andrew salva a Frankie de la posesión y se ofrece al espíritu del sacerdote para ser el mensajero. Tiempo después, el mismo personaje encuentra bajo tablas de la iglesia del mismo sacerdote los verdaderos documentos que se corresponden al auténtico evangelio (considerado en la película como el evangelio de Santo Tomás).

## Reparto
- Patricia Arquette como Frankie Paige
- Gabriel Byrne como Padre Andrew Kiernan
- Jack Donner como Padre Paulo Almeida
- Jonathan Pryce como Cardenal Daniel Houseman
- Nia Long como Donna Chadway
- Rade Šerbedžija como Marion Petrocelli
- Enrico Colantoni como Padre Dario
- Thomas Kopache como Padre Durning
- Dick Latessa como Padre Gianni Delmonico
- Portia de Rossi como Jennifer Kelliho
- Patrick Muldoon como Steven
- Ann Cusack como Dr. Reston
- Shaun Toub como Doctor